# Best Off Nynja
Le Best Off Nynja est un ULM multi-axes utilitaire biplace héritier du Skyranger.

## Conception
En 2008, Philippe Prévot souhaite proposer un nouvel appareil, faisant la synthèse de l’expérience accumulée avec tous les Skyranger produits, en
proposant un appareil plus sophistiqué.
Développement du Skyranger, le Nynja en reprend la configuration et la philosophie de construction. C'est donc un ULM biplace à ailes hautes haubanées et train d'atterrissage tricycle et sa structure est toujours constituée de tube en aluminium boulonnée. Mais à la différence de son prédécesseur la structure du fuselage n'est plus entoilée mais reçoit des panneaux démontables en fibre de verre améliorant les caractéristiques aérodynamiques. L'aile de son côté a vu son profil modifié et reçoit de petits winglets testés dans la soufflerie de l'ENSICA à Toulouse. La dérive a été agrandie et reçoit un carénage à son emplanture tandis que l'arrière du fuselage a été modifié, ceci afin d'augmenter la stabilité latérale et se passer de quille ventrale. Le capot couvrant le moteur Rotax 912 ou 912S a été conçu pour s'adapter parfaitement à ce moteur.
Le Nynja a reçu sa certification, britannique BCAR S fin 2010 – canadienne AVL et espagnole 2013.
Il existe deux versions du Nynja :
- Nynja M : utilisable seulement en catégorie ULM. Certifié avec une masse maximale au décollage de 450 kg (472,5 kg s'il est équipé d'un système de parachute balistique).
- Ninja LS : utilisable aussi bien en catégorie ULM qu'en avion léger. S'il est enregistré en tant qu'avion léger il dispose d'une masse maximale au décollage de 500 kg mais nécessite la détention d'une licence de pilote privé[3].

Le Nynja, comme son prédécesseur, est vendu sous forme de kits produits sous licence par plusieurs revendeurs à travers le monde.

### Galerie

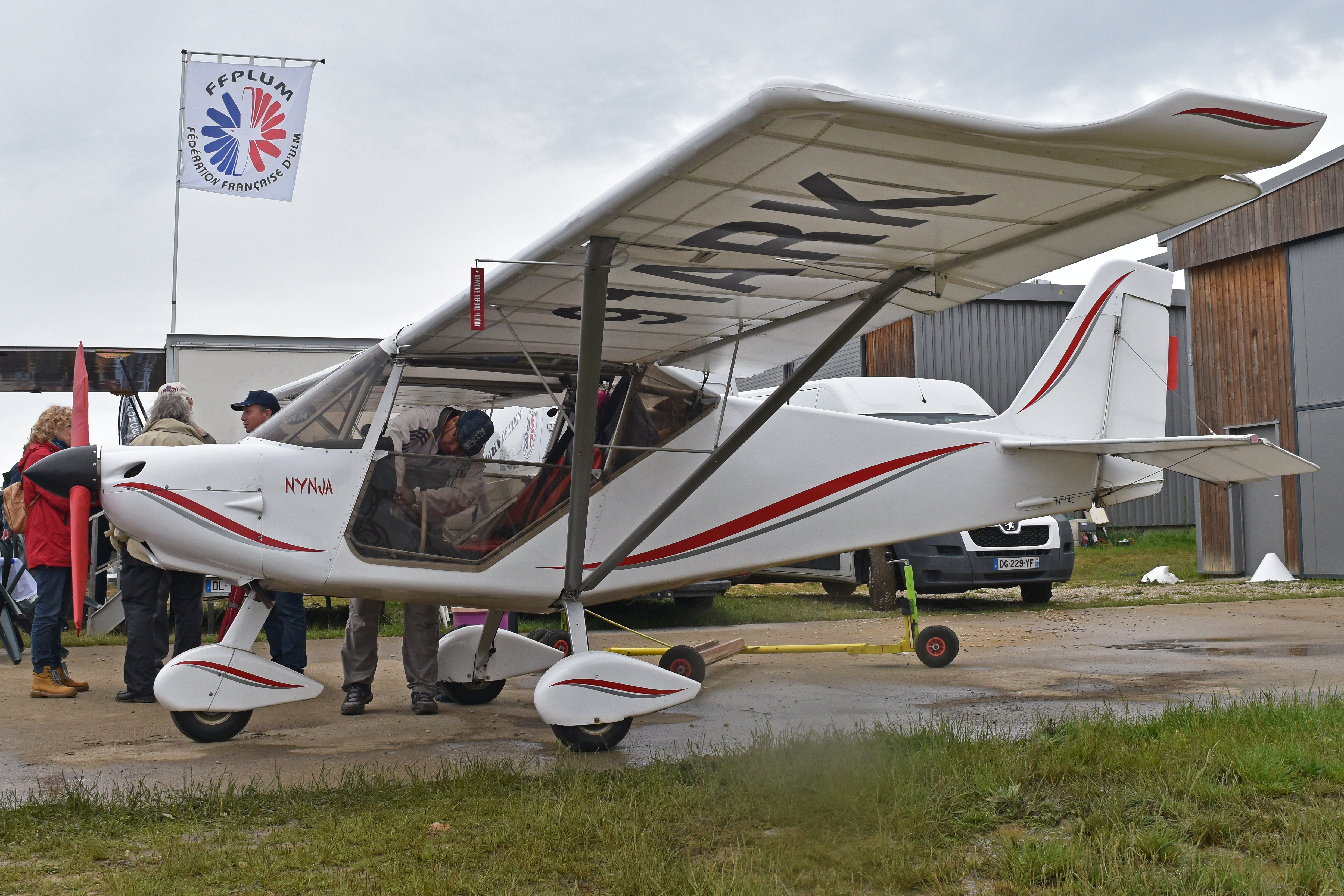
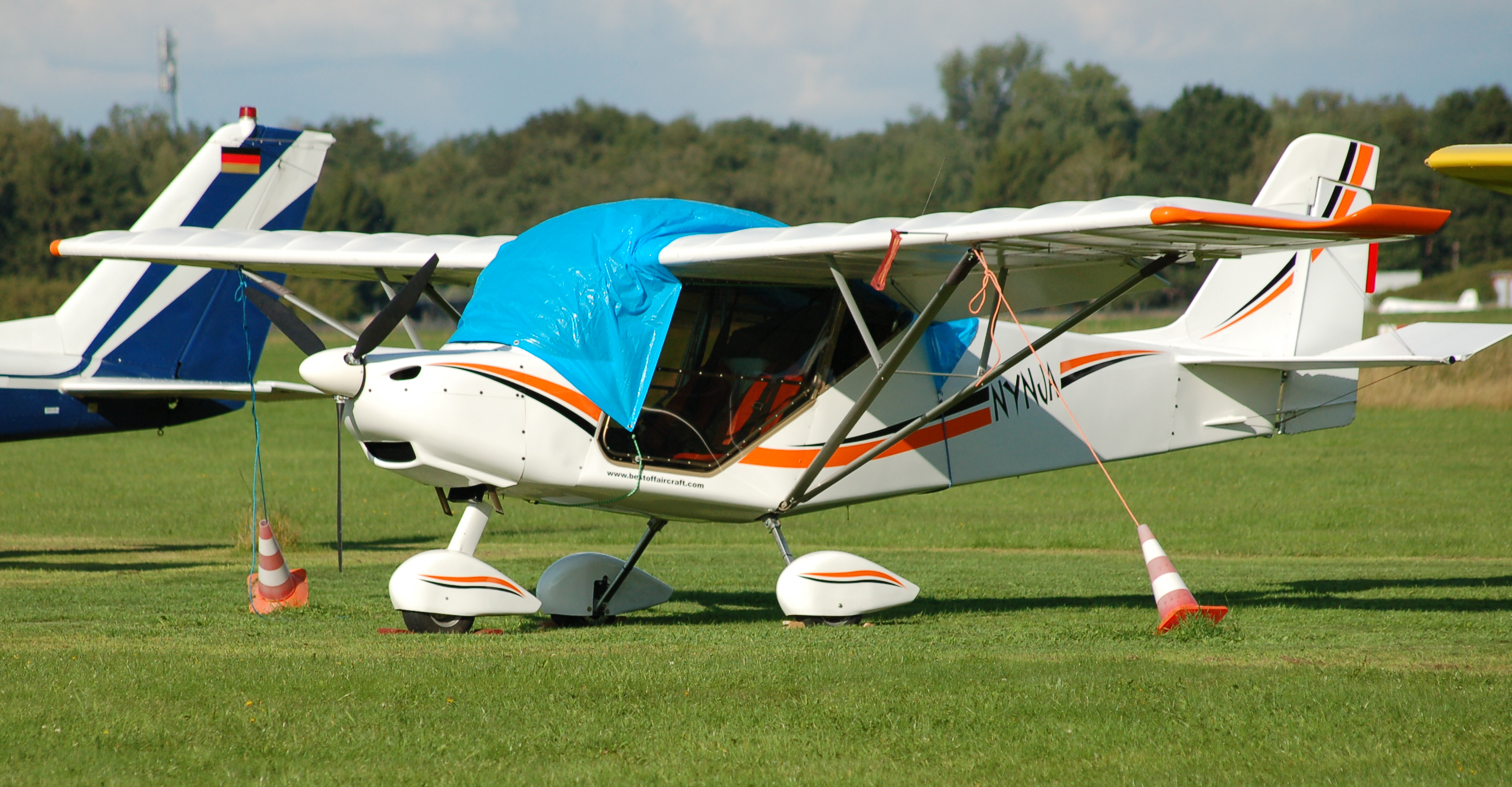
Un Nynja amarré au sol
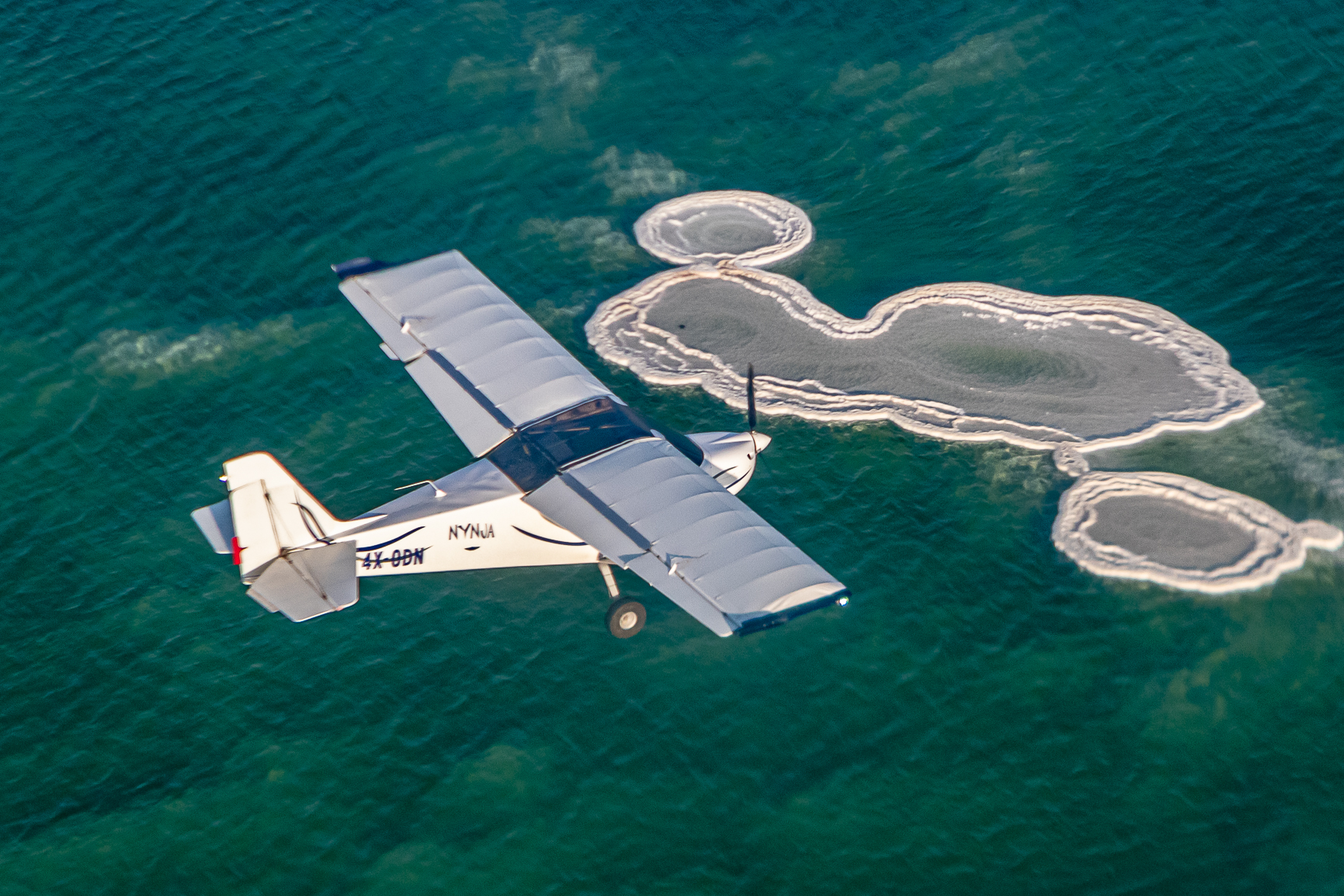
Vu du dessus en vol
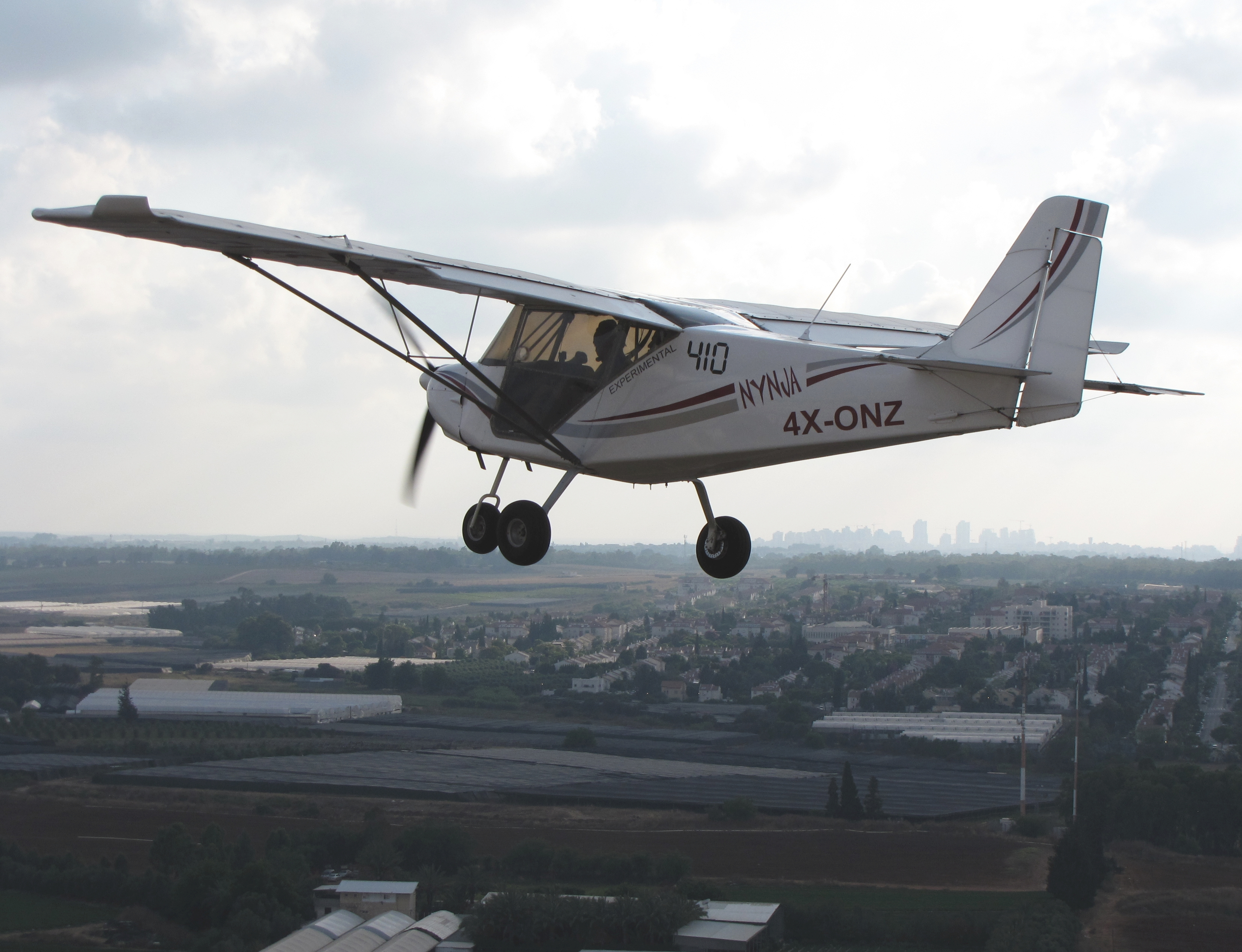
Vu de 3/4 arrière en vol
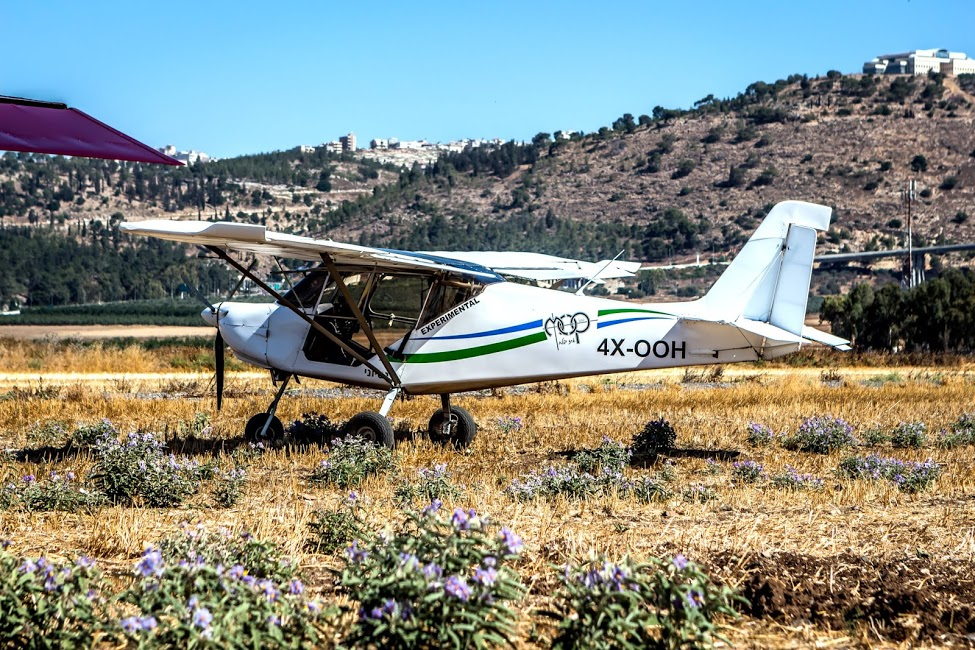
Sur terrain sommaire